# Asthall
Asthal är en by och en civil parish i West Oxfordshire i Storbritannien. Den ligger i grevskapet Oxfordshire och riksdelen England, i den södra delen av landet, 100 km väster om huvudstaden London. Byn är belägen 23,2 km 
från Oxford. Parish har 278 invånare (2017). Byn nämndes i Domedagsboken (Domesday Book) år 1086, och kallades då Esthale.